# Yang Hyong-sop
Yang Hyong-sop (Hamhung, Ocupación japonesa de Corea, 1 de octubre de 1925 – 13 de mayo de 2022) fue un político norcoreano. Fue presidente de la Asamblea Suprema del Pueblo 1971 a 1992 (desde 1994 el puesto asumió las funciones de jefe de Estado). Posteriormente se desempeñó como vicepresidente del Presidium de la Asamblea (1992-2019).

## Biografía
Asistió a la Universidad Estatal de Moscú y la Universidad Kim Il-sung. Está casado con Kim Shin-sook, una prima de Kim Il-sung. De acuerdo con la biografía oficial publicada por la Agencia Central de Noticias de Corea, se unió al Ejército Popular de Corea en junio de 1950 (aproximadamente cuando comenzó la guerra de Corea); después de graduarse de la Universidad Kim Il-sung, se desempeñó como jefe de sección y luego secretario del Comité Central del Partido del Trabajo de Corea, Director de la Escuela Central del Partido, Ministro de Educación Superior y Presidente de la Academia de Ciencias Sociales.
Fue elegido presidente del Comité Permanente de la Asamblea Suprema del Pueblo en 1983, después de haber sido vicepresidente desde 1962; en este cargo, asumió las funciones de jefe de Estado de facto después de la muerte de Kim Il-sung en 1994, ya que el puesto de presidente de la República Popular Democrática de Corea nunca fue reasignado; sin embargo, el poder real estaba en manos de Kim Jong-il. En 1992, una nueva Constitución pasó los poderes del Presidente al Presidente de la Asamblea Suprema; en el mismo año, Yang fue reemplazado por Kim Yong-nam, pero continuó desempeñándose como vicepresidente nuevamente. También es miembro del Politburó del Partido del Trabajo. El 6 de enero de 2007, en una concentración masiva en Pionyang, pronunció un discurso elogiando al gobierno norcoreano por la construcción de armas nucleares.